# Vanault-le-Châtel
Vanault-le-Châtel è un comune francese di 186 abitanti situato nel dipartimento della Marna nella regione del Grand Est.

## Società

### Evoluzione demografica
Abitanti censiti